# Louis Fiedler
Louis Franz Fiedler (* 24. Juni 1850 in Eilenburg; † 8. Mai 1911 in Chemnitz) war ein deutscher Klempner und Politiker (SPD).

## Familie
Fiedler war der Sohn des Druckers Carl August Fiedler aus Eilenburg und dessen Ehefrau Johanne Therese Rosine geborene Beutler. Er war evangelisch-lutherisch und heiratete am 2. April 1876 in Gera Anna Aurelie Mende (* 11. Dezember 1848 in Seligenstädt; † 14. Juni 1907 in Gera), die Tochter des Handarbeiters Johann Gottfried Ernst Mende in Bieblach.
Fiedler machte eine Klempnerlehre und arbeitete bis 1877 im erlernten Beruf in Eilenburg. Danach erwarb er die Bürgerrechte in Gera. Seit 1897 war er Klempnermeister in Bieblach. Er war seit 1877 Mitglied des sozialdemokratischen Vereins, der SAPD bzw. der SPD und 1901 Teilnehmer am Reichsparteitag seiner Partei. Für diese war er ab 1882 mit Unterbrechungen bis zu seinem Tod Mitglied im Gemeinderat von Gera. Vom 23. Oktober 1898 bis zum 25. September 1904 und vom 29. Januar bis zu seinem Tod war er auch Abgeordneter im Landtag Reuß jüngerer Linie.